# Орден «Османіє»
Орден Османіє (тур. Nishani Osmani) — османський орден. Був заснований 9 грудня 1861 року, за іншими даними — у січні 1862 року султаном Абдул-Азізом (тур. Abdü´l-Âzīz), котрий правив імперією з 25 червня 1861 року по 30 травня 1876 року, незабаром після сходження на престол.
Нагорода вручалася військовослужбовцям, державним чиновникам, а також діячам науки і мистецтв за видатні послуги, надані Імперії. При нагородженні Орденом з кавалерів нагороди стягувалася мито, від якого, однак, були звільнені військовослужбовці та іноземні піддані.
Спочатку обов'язковою умовою для отримання Ордена була двадцятирічна військова або цивільна вислуга. Орденом нагороджувалися як піддані Османської імперії, так і іноземці. Хоча кавалерами нагороди могли бути лише чоловіки, відомі випадки вручення Ордена жінкам, за повелінням султана.
Після скасування Ордена Слави (тур. Nişan-i İftihar), який змінив Орден Меджидіє, Орден Османіє став другим за старшинством нагородою Османської Імперії, займаючи щабель нижче Вищого Ордена Пошани (тур. Nişan-ı Ali İmtiyaz).
Орден Османіє спочатку був заснований в трьох ступенях, четверта була додана у 1867 році.
Частина знаків Ордена 1-го ступеня додатково прикрашалися діамантами і вважалися вищим ступенем Ордена Османіє, яка вручалася на принципах взаємності монархам та главам держав.
Нагородження відбувалося послідовно, від нижчого ступеня до вищого.
Спочатку було встановлено, що для отримання першого, вищого ступеня Ордена Османіє претендент мав бути кавалером Ордена Меджидіє 1-го ступеня. З часом, це правило стало порушуватися, і в період правління султана Абдул-Хаміда II (31.08.1876-27.04.1909) Орден Османіє 1-го ступеня вручався за велінням султана, не дивлячись на статут нагороди.

## Ступені ордена
Кількість кавалерів кожного зі ступенів обмежувалася статутом нагороди, тобто орден мав чотири ступені:
- 1-й ступінь — не більше 50 осіб;
- 2-й ступінь — не більше 200 осіб;
- 3-й ступінь — не більше 1000 осіб;
- 4-й ступінь — не більше 2000 осіб.

Ці обмеження, однак, не поширювалися на іноземних підданих.

## Знаки
Знак Ордена Османіє виконаний у формі семипроменевої срібної зірки, покритої темно-зеленою емаллю. Між променями зірки розташовані по три коротких срібних променя. Центральний медальйон, виконаний із золота, покритий емаллю червоного кольору. Медальйон оточує широке кільце із зеленої емалі. На орденах, виготовлених приватно, це кільце покрито емаллю червоного кольору.
У нижній частині медальйона розташований опуклий золотий півмісяць, над яким золотий каліграфічної в'яззю вказано девіз Ордена: «Сподівання на Допомогу Всемогутнього Аллаха. Абдул-Азіз-хан, Суверен Оттоманської Імперії». Реверс медальйона срібний, із зображенням композиції з різного озброєння і датою «699» — роком заснування Оттоманської Імперії. На верхньому кінці знака знаходиться золотий півмісяць рогами вгору із зіркою.
Верхній промінь зірки увінчаний горизонтальним золотим півмісяцем, напрямленим вістрями вгору із золотою п'ятипроменевою зіркою, розташованої в центрі.
У 1915–1918 роках Орден Османіє, вручався за військові заслуги та був прикрашений перехрещеними шаблями, що проходили під медальйоном. Приблизно 5% від загальної кількості орденів всіх ступенів, вручених в роки Великої війни, мали додатковий елемент у вигляді шабель.
Нагрудна зірка Ордена Османіє виконана у формі срібної гранованою восьмипроменевої зірки з накладеним в центрі вищеописаним медальйоном. Приблизний діаметр зірки Ордена 1-го ступеня — 95—100 мм, 2-го ступеня — 88—90 мм.
Стрічка Ордена Османіє — світло-зеленого кольору з двома вузькими вертикальними яскраво-червоними смужками ближче до обох країв.
Орден Османіє першого ступеня носився на широкій стрічці, надягався через праве плече та закріплявся у лівого стегна. На лівій стороні мундира або іншого шати носилася нагрудна зірка. Орденські знаки Ордена Османіє другого ступеня носилися у вигляді нагрудної зірки і шийного ордена. Орден Османіє третього ступеня носився у вигляді шийного ордена, а четвертого ступеня — на стрічці з додаванням розетки або без такої на лівій стороні верхнього одягу. Проводилися також мініатюри Ордена різного розміру.
Орден Османіє вручався з 1862 по 1922 роки.

## Зображення ступенів ордену
| 1 ступеня | 2 ступеня | 3 ступеня | 4 ступеня |
| --------- | --------- | --------- | --------- |
|           |           |           |           |
|           |           |           |           |